# Diocesi di Danlí
La diocesi di Danlí (in latino: Dioecesis Danliensis) è una sede della Chiesa cattolica in Honduras suffraganea dell'arcidiocesi di Tegucigalpa. Nel 2021 contava 415.480 battezzati su 502.944 abitanti. È retta dal vescovo José Antonio Canales Motiño.

## Territorio
La diocesi comprende il dipartimento di El Paraíso nella parte meridionale dell'Honduras.
Sede vescovile è la città di Danlí, dove si trova la cattedrale dell'Immacolata Concezione.
Il territorio si estende su 7.489 km² ed è suddiviso in 11 parrocchie.

## Storia
La diocesi è stata eretta il 2 gennaio 2017 con la bolla Insita humanae di papa Francesco, ricavandone il territorio dall'arcidiocesi di Tegucigalpa.

## Cronotassi dei vescovi
Si omettono i periodi di sede vacante non superiori ai 2 anni o non storicamente accertati.
- José Antonio Canales Motiño, dal 2 gennaio 2017

## Statistiche
La diocesi nel 2021 su una popolazione di 502.944 persone contava 415.480 battezzati, corrispondenti all'82,6% del totale.
| anno | popolazione | popolazione | popolazione | presbiteri | presbiteri | presbiteri | presbiteri                | diaconi | religiosi | religiosi | parrocchie |
| anno | battezzati  | totale      | %           | numero     | secolari   | regolari   | battezzati per presbitero | diaconi | uomini    | donne     | parrocchie |
| ---- | ----------- | ----------- | ----------- | ---------- | ---------- | ---------- | ------------------------- | ------- | --------- | --------- | ---------- |
| 2017 | 289.000     | 444.507     | 65,0        | 18         | 13         | 5          | 16.055                    |         | 7         | 24        | 11         |
| 2019 | 372.800     | 466.300     | 79,9        | 20         | 10         | 10         | 18.640                    |         | 10        | 35        | 11         |
| 2021 | 415.480     | 502.944     | 82,6        | 21         | 11         | 10         | 19.784                    |         | 12        | 31        | 11         |